# Conus empressae
Conus empressae is een in zee levende slakkensoort uit het geslacht Conus. De slak behoort tot de familie Conidae. Conus empressae werd in 2001 beschreven door Lorenz. Net zoals alle soorten binnen het geslacht Conus zijn deze slakken roofzuchtig en giftig. Zij bezitten een harpoenachtige structuur waarmee ze hun prooi kunnen steken en verlammen.